# Karigaila
Karigaila (in polacco Korygiełło) (1350 circa – Vilnius, 16 settembre 1390), divenuto noto a seguito della conversione al cristianesimo con il nome di Casimiro, era uno dei figli di Algirdas, granduca di Lituania, e della sua seconda moglie Uliana di Tver'. Nel corso della sua vita, ricoprì la carica di principe di Mscislaŭ dopo averla sottratta al Principato di Smolensk. Nelle fonti (e talvolta nella storiografia) viene scambiato talvolta con suo fratello Costantino, il capostipite della famiglia Czartoryski.

## Biografia
Nel 1386, dopo che suo fratello maggiore Jogaila firmò l'Unione di Krewo, Karigaila fu battezzato a Cracovia secondo il rito cattolico con il nome di Casimiro. Lasciata in seguito la Polonia per recarsi nella parte orientale del Granducato di Lituania (oggi ripartito tra Bielorussia e Ucraina), dove sottomise il suo fratellastro Andrej di Polack, impegnato nella sua lotta al potere contro Jogaila. Il 29 aprile 1386, lui e l'altro suo fratello Skirgaila sconfissero in maniera netta Svjatoslav II di Smolensk, il quale si era in precedenza alleato con Andrej e aveva attaccato Mstsislav nella battaglia del fiume Vichra.
Durante la guerra civile lituana (1389-1392), Karigaila comandò la difesa del castello storto a Vilnius. La fortificazione cadde in mano nemica e lui venne ucciso nel corso dell'assedio. Suo fratello Jogaila, in quel momento re di Polonia, accusò i cavalieri teutonici di aver fatto prigioniero e giustiziato Karigaila decapitandolo; l'Ordine, dal canto suo, smentì questa versione e affermò che il figlio di Algirdas fosse semplicemente morto in battaglia. Karigaila fu poi sepolto nella cattedrale di Vilnius.

## Ascendenza
|                       |                    |                          | Genitori              |  |  | Nonni |  |  | Bisnonni |  |  | Trisnonni |  |
|                       |                    |                          |                       |  |  |       |  |  | Butvydas |  |  | …         |  |
|                       |                    |                          |                       |  |  |       |  |  | Butvydas |  |  | …         |  |
|                       |                    | …                        |                       |  |  |       |  |  | Butvydas |  |  |           |  |
| Gediminas             |                    |                          |                       |  |  |       |  |  | Butvydas |  |  |           |  |
|                       |                    | …                        | …                     |  |  |       |  |  |          |  |  |           |  |
|                       |                    | …                        | …                     |  |  |       |  |  |          |  |  |           |  |
|                       |                    | …                        | …                     |  |  |       |  |  |          |  |  |           |  |
| Algirdas              |                    | …                        |                       |  |  |       |  |  |          |  |  |           |  |
|                       |                    | Ivan di Polack           | …                     |  |  |       |  |  |          |  |  |           |  |
|                       |                    | Ivan di Polack           | …                     |  |  |       |  |  |          |  |  |           |  |
|                       |                    | Ivan di Polack           | …                     |  |  |       |  |  |          |  |  |           |  |
| Jewna di Polack       |                    | Ivan di Polack           |                       |  |  |       |  |  |          |  |  |           |  |
|                       |                    | …                        | …                     |  |  |       |  |  |          |  |  |           |  |
|                       |                    | …                        | …                     |  |  |       |  |  |          |  |  |           |  |
|                       |                    | …                        | …                     |  |  |       |  |  |          |  |  |           |  |
| Karigaila             |                    | …                        |                       |  |  |       |  |  |          |  |  |           |  |
|                       | Michail Jaroslavič | Jaroslav III di Vladimir |                       |  |  |       |  |  |          |  |  |           |  |
|                       | Michail Jaroslavič | Jaroslav III di Vladimir |                       |  |  |       |  |  |          |  |  |           |  |
|                       | Michail Jaroslavič | Ksenija                  |                       |  |  |       |  |  |          |  |  |           |  |
| Alessandro I di Tver' | Michail Jaroslavič |                          |                       |  |  |       |  |  |          |  |  |           |  |
|                       |                    | Anna di Kašin            | Dimitrij Borisovič    |  |  |       |  |  |          |  |  |           |  |
|                       |                    | Anna di Kašin            | Dimitrij Borisovič    |  |  |       |  |  |          |  |  |           |  |
|                       |                    | Anna di Kašin            | …                     |  |  |       |  |  |          |  |  |           |  |
| Uliana di Tver'       |                    | Anna di Kašin            |                       |  |  |       |  |  |          |  |  |           |  |
|                       |                    | Jurij I di Galizia       | Leone I di Galizia    |  |  |       |  |  |          |  |  |           |  |
|                       |                    | Jurij I di Galizia       | Leone I di Galizia    |  |  |       |  |  |          |  |  |           |  |
|                       |                    | Jurij I di Galizia       | Costanza d'Ungheria   |  |  |       |  |  |          |  |  |           |  |
| Anastasia di Galizia  |                    | Jurij I di Galizia       |                       |  |  |       |  |  |          |  |  |           |  |
|                       |                    | Eufemia di Cuiavia       | Casimiro I di Cuiavia |  |  |       |  |  |          |  |  |           |  |
|                       |                    | Eufemia di Cuiavia       | Casimiro I di Cuiavia |  |  |       |  |  |          |  |  |           |  |
|                       |                    | Eufemia di Cuiavia       | Eufrosina di Opole    |  |  |       |  |  |          |  |  |           |  |
|                       |                    | Eufemia di Cuiavia       |                       |  |  |       |  |  |          |  |  |           |  |